# Lexie Kenny
Lexie Kenny (...) è un'ex tennista australiana.
È conosciuta anche come Lexie Crooke.

## Carriera
Nei tornei del Grande Slam ha ottenuto il suo miglior risultato raggiungendo i quarti di finale di doppio agli Australian Open nel 1969, in coppia con la connazionale Margaret Starr.